# Copper City (Míchigan)
Copper City es una villa ubicada en el condado de Houghton en el estado estadounidense de Míchigan. En el Censo de 2010 tenía una población de 190 habitantes y una densidad poblacional de 873,33 personas por km².

## Geografía
Copper City se encuentra ubicada en las coordenadas 47°17′3″N 88°23′15″O / 47.28417, -88.38750. Según la Oficina del Censo de los Estados Unidos, Copper City tiene una superficie total de 0.22 km², de la cual 0.22 km² corresponden a tierra firme y (0%) 0 km² es agua.

## Demografía
Según el censo de 2010, había 190 personas residiendo en Copper City. La densidad de población era de 873,33 hab./km². De los 190 habitantes, Copper City estaba compuesto por el 97.37% blancos, el 0% eran afroamericanos, el 0% eran amerindios, el 0% eran asiáticos, el 0% eran isleños del Pacífico, el 0% eran de otras razas y el 2.63% pertenecían a dos o más razas. Del total de la población el 0.53% eran hispanos o latinos de cualquier raza.